# Luís de Oliveira Gonçalves
Luís de Oliveira Gonçalves (Angola, 22 giugno 1960) è un allenatore di calcio angolano, noto per aver condotto la Nazionale angolana ai mondiali del 2006.

## Carriera
La data di nascita è incerta: alcune fonti indicano il 15 marzo 1957, altre il 22 giugno o il 30 ottobre 1960. Calciatore da giovane, inizia la carriera da allenatore guidando l'Under 20, con cui ha vinto la Coppa d'Africa. Nel 2006 ha portato l'Angola alla qualificazione ai Mondiali in Germania, prima volta per l'ex colonia portoghese dove viene eliminato al primo turno. Due anni dopo porta la sua nazionale ai quarti di finale della Coppa d'Africa 2008.